# Алексеева, Светлана Львовна
Светлана Львовна Алексеева (род. 16 марта 1955 года, Восточный Берлин, ГДР) — российский тренер по фигурному катанию, в прошлом — советская фигуристка, двукратная обладательница Кубка СССР. Мастер спорта СССР международного класса, Заслуженный тренер России.

## Карьера

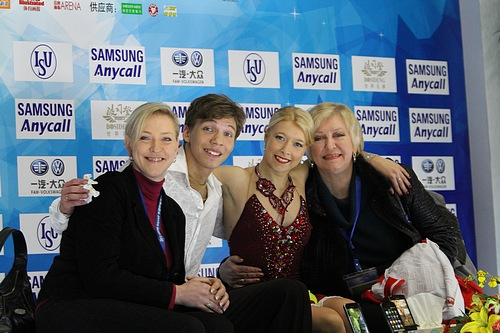
Светлана Алексеева (крайняя справа)
с дочерью Еленой Кустаровой (слева)
и учениками Екатериной Бобровой
и Дмитрием Соловьёвым (2010 год)

Светлана Алексеева окончила ГЦОЛИФК (ныне — Российский государственный институт физической культуры, спорта и туризма). Её партнером был Александр Григорьевич Бойчук, тренером — Виктор Иванович Рыжкин.
После окончания спортивной карьеры работает тренером по фигурному катанию. Специализируется в танцах на льду.
В разное время Светлана Алексеева тренировала такие танцевальные дуэты, как: Светлана Ляпина и Георгий Сур, Елена Романовская и Александр Грачёв, Анастасия Платонова и Александр Грачёв, Екатерина Рязанова и Джонатан Гурейро, Мария и Евгений Борунов.
В настоящее время Светлана Алексеева работает в дуэте с дочерью и бывшей ученицей — Еленой Кустаровой в ГБУ "СШ №2" Москомспорта (каток СК "Медведково").

## Спортивные достижения
| Соревнования/Сезоны              | 1969—1970 | 1970—1971 | 1971—1972 | 1972—1973 | 1973—1974 |
| -------------------------------- | --------- | --------- | --------- | --------- | --------- |
| Чемпионаты СССР                  | 4         |           |           | 4         | 3         |
| Приз газеты «Московские новости» |           |           |           | 3         |           |

- Кубок СССР: 1974 (Челябинск) — 3 место, 1973 (Запорожье) — 1 место, 1972 (Глазов) — 2 место, 1971 (Уфа) — 1 место, 1969 (Уфа) — 2 место,
- Первенство СССР среди юниоров: 1970 (Барнаул) — 1 место.